# La Paix du ménage
La Paix du ménage est une nouvelle d’Honoré de Balzac, parue en 1830 chez Mame et Delaunay-Vallée, dans Scènes de la vie privée de La Comédie humaine, puis en 1842 aux éditions Furne, toujours dans les Scènes de la vie privée.
Dédiée par Balzac à sa « chère nièce, Valentine Surville », cette courte nouvelle, vive et incisive, est construite comme une pièce de théâtre classique, respectant l’unité de temps (une heure) et l’unité de lieu (un bal). Contrairement à ce que le titre pourrait laisser croire, il ne s’agit en rien d’un roman bourgeois, mais d’une peinture étincelante de la vie mondaine sous le Premier Empire.

## Résumé
Paris, novembre 1809, après la bataille de Wagram, à l'occasion du mariage de Napoléon Bonaparte et de l'archiduchesse d'Autriche Marie-Louise. L'événement mondain donne lieu à une frénésie ostentatoire un peu hystérique et est bien dans le ton du libertinage et de la légèreté de mœurs propres à la période napoléonienne. Un bal est donné chez le comte de Gondreville, avec un rare étalage de luxe au milieu duquel une inconnue en robe bleue, discrète et timide, tranche avec l’arrogance et la frénésie du paraître qui règne dans ce lieu. Intrigués par cette jolie personne, le comte de Montcornet et le baron Martial de la Roche-Hugon se livrent à un pari : lequel des deux réussira à séduire cette merveilleuse personne qui est précisément la femme du comte de Soulanges ? Des intrigues amoureuses se nouent par ailleurs, se défont ici, se renouent là.

## Thème
La densité d’écriture de cette nouvelle ramène presque à une pièce de théâtre. C’est d’ailleurs bien à un théâtre que ressemble ce bal où chacun joue à paraître ce qu’il n’est pas.